# Abyssotrophon
Abyssotrophon là một chi ốc biển, là động vật thân mềm chân bụng sống ở biển trong họ Muricidae, họ ốc gai.

## Các loài
Các loài thuộc chi Abyssotrophon bao gồm:
- Abyssotrophon christae Egorov, 1993[2]
- Abyssotrophon convexus Egorov, 1994[3]
- Abyssotrophon crystallinus (Kuroda, 1953)[4]
- Abyssotrophon delicatus (Kuroda, 1953)[5]
- Abyssotrophon drygalskii (Thiele, 1912)[6]
- Abyssotrophon edzoevi Egorov, 1994[7]
- Abyssotrophon hadalis (Sysoev, 1992)[8]
- Abyssotrophon hubbsi (Rokop, 1972)[9]
- Abyssotrophon ivanovi Egorov, 1993[10]
- Abyssotrophon lorenzoensis (Durham, 1942)[11]
- Abyssotrophon minimus (Okutani, 1964)[12]
- Abyssotrophon multicostatus Golikov & Sirenko, 1992[13]
- Abyssotrophon odisseyi (Golikov & Sirenko, 1992)[14]
- Abyssotrophon panamensis (Dall, 1902)[15]
- Abyssotrophon ruthenicus Egorov, 1993[16]
- Abyssotrophon soyoae (Okutani, 1959)[17]
- Abyssotrophon teratus Egorov, 1993[18]